# Списък на политическите партии в Шри Ланка
Шри Ланка има многопартийна система.

## Парламентарно представени партии
| Партия/коалиция                       | Места в парламента (2015) | Идеология           |
| ------------------------------------- | ------------------------- | ------------------- |
| Обединен национален фронт             | 106                       | Консерватизъм       |
| Обединен народен алианс на свободата  | 95                        |                     |
| Тамилски национален алианс            | 16                        | Малцинствена партия |
| Народоосвободителен фронт             | 6                         | Комунизъм           |
| Шриланкийски мюсюлмански конгрес      | 1                         | Малцинствена партия |
| Еламска народна демократическа партия | 1                         | Малцинствена партия |